# Jodium-123
Jodium-123 of 123I is een onstabiele radioactieve isotoop van jodium, een halogeen. De isotoop komt van nature niet op Aarde voor.
Jodium-123 ontstaat onder meer door radioactief verval van xenon-123.

## Radioactief verval
Jodium-123 vervalt door elektronenvangst naar de stabiele isotoop telluur-123:
{\displaystyle {\ce {{^{123}_{53}I}+{e^{-}}->{^{123}_{52}Te}+{\nu }_{e}}}} {\displaystyle {\ce {+\, \gamma}}}
De halveringstijd bedraagt 13,2 uur.

## Productie
Jodium-123 is een isotoop die industrieel wordt vervaardigd. In een cyclotron wordt xenon-124 bestraald met protonen, waardoor het (onder afgifte van een neutron en een proton) overgaat in xenon-123 of (onder afgifte van 2 neutronen) in cesium-123. Dit cesium-123 vervalt zelf ook tot xenon-123. Deze isotoop bezit een halveringstijd van ongeveer 2 uur en vervalt door β+-verval tot jodium-123.

## Toepassingen
Jodium-123 wordt, vanwege de ideale halveringstijd, aangewend in de nucleaire geneeskunde als radioactieve tracer en bij behandelingen (bij een SPECT-scan). Het wordt gedetecteerd met behulp van een gammacamera. Doordat jodium een hoge affiniteit voor de schildklier heeft, wordt de isotoop voornamelijk ingezet om die klier te onderzoeken. Het wordt vooral toegediend onder de vorm van natriumjodide (typisch in basische oplossing van natriumhydroxide).
107I · 108I · 109I · 110I · 111I · 112I · 113I · 114I · 114mI · 115I · 116I · 116mI · 117I · 118I · 118mI · 119I · 120I · 120m1I · 120m2I · 121I · 121mI · 122I · 123I · 124I · 125I · 126I · 127I · 128I · 128m1I · 128m2I · 129I · 130I · 130m1I · 130m2I · 130m3I · 130m4I · 131I · 132I · 132mI · 133I · 133m1I · 133m2I · 134I · 134mI · 135I · 136I · 136mI · 137I · 138I · 139I · 140I · 141I · 142I · 143I · 144I · 145I